# Bom Jesus dos Perdões
Pour les articles homonymes, voir Bom Jesus.
Bom Jesus dos Perdões est une municipalité brésilienne de l'État de São Paulo et la Microrégion de Bragança Paulista.

## Démographie
| Évolution de la population (municipalité) | Évolution de la population (municipalité) | Évolution de la population (municipalité) | Évolution de la population (municipalité) |
| Année                                     | Population                                |                                           | %±                                        |
| ----------------------------------------- | ----------------------------------------- | ----------------------------------------- | ----------------------------------------- |
| 1960                                      | 2 605                                     |                                           | —                                         |
| 1970                                      | 3 834                                     |                                           | 47,2%                                     |
| 1980                                      | 7 096                                     |                                           | 85,1%                                     |
| 1991                                      | 9 854                                     |                                           | 38,9%                                     |
| 2000                                      | 13 313                                    |                                           | 35,1%                                     |
| 2010                                      | 19 708                                    |                                           | 48,0%                                     |
| 2022                                      | 22 006                                    |                                           | 11,7%                                     |
| ,                                         |                                           |                                           |                                           |